# Иммигранты в Италии
Иммигранты в Италии — иностранные граждане (в том числе и те, которые вторглись нелегально), временно и по различным причинам (учёба, сезонная работа и прочее), проживающие на территории Республики Италия.
Самые распространённые определения, используемые итальянцами по отношению к иммигрантам вообще и, в частности, к иностранным гражданам из развивающихся стран — «stranieri» (иностранцы), «immigranti» (иммигранты), также понятия «extracomunitari», которое буквально означает «граждане из страны, не входящий в ЕС» и «clandestini», что можно перевести с итальянского, как «тайно прибывшие» или «нелегально прибывшие».

## Краткая история
Первые иммиграционные потоки были зарегистрированы в 1970-х годах. В следующем десятилетии феномен иммиграции стал ещё заметнее. В 1970-х 143 838 иностранных граждан легально проживали в Италии (61,3 % из Европы, 3,3 % из Африки, 7,8 % из Азии, 25,7 % из Америки и 1,9 % из Океании). За следующие десять лет число иностранцев в Италии удвоилось, достигнув показателей в 300 000 приезжих к 1980 году (53,2 % из которых составили представители Европейских стран). По сравнению с 1970 годом увеличился процент приезжих из Африки и Азии (10 % и 14 % соответственно). В 1990 году количество иммигрантов с видом на жительство так же удвоилось, достигнув общей численности 781 000 человек. В последующий период 1990-х приток иностранных граждан продолжил увеличиваться, но незначительно, что не повлияло на общую иммиграционную ситуацию в стране.

## Основные потоки иммиграции
Традиционно во второй половине XX века бывшие крупнейшие колониальные державы Европы сталкивались с проблемой иммиграции из бывших колоний в метрополию.
Здесь совершенно четко прослеживается закономерность, соответственно которой бывшие колонии, переживающие кризис, связанный с приобретённой независимостью, не могут обеспечить рабочие места населению, которое вынуждено искать заработка в более развитой и благополучной бывшей метрополии. Италия не являлась колониальной державой в том смысле, в каком ими были Великобритания, Франция, Голландия. Основные потоки иммиграции в Итальянскую Республику происходят из Африки, Балкан, Восточной Европы.

### Африка
Не входя в число ведущих колониальных держав, Италия всё же владела значительными территориями, относящимися к странам Африканского Рога, в том числе — Эфиопия, Эритрея, Итальянское Сомали (юго-восточное побережье нынешнего Сомали). Именно из этих стран Африки а также Сенегала начиная с конца 1970-х в Италию устремился поток иммигрантов. Суммарное число иммигрантов из этих стран превысило 55 тысяч человек (большинство — выходцы из Сенегала). Этот процесс обусловлен двумя группами факторов.
Первая группа факторов, «внешние» (относительно Италии как принимающей стороны), относятся к самим африканским государствам. Внутреннее социально-экономическое положение Сомали и в меньшей степени Сенегала практически не оставляют гражданам других законных способов выживания, кроме как уезжать на заработки. Сомали, перманентно охваченный гражданской войной, не только не претендует на то, чтобы обеспечить своих граждан рабочими местами, но и не способно обеспечить элементарной безопасности гражданского населения. Отсутствие единого действующего правительства тем более не прибавляет поводов для оптимизма в вопросах реформирования и восстановления экономики, что не оставляет гражданам этого государства других вариантов кроме бегства.
Несколько лучше положение дел в Сенегале, где действует единое правительство, в стране поддерживается относительная стабильность. Это не отменяет экономического упадка (ВВП на душу населения составляет около 1700 долларов США) и тотальной безработицы, сопряжённых с тотальной преступностью и коррупцией. Эти процессы сопровождаются неуклонным ростом населения в этих странах, для которых характерен второй тип воспроизводства населения («демографический взрыв», годовой прирост населения около 3 %).
Соответственно, иммиграция из стран Африки обусловлена двумя главными причинами: экономическая и поиск безопасного места для жизни.
Вторая группа факторов — «внутренние», относятся непосредственно к Италии как принимающей стране. Здесь можно отметить три главные причины: экономическая, политическая и географическая. Экономическая причина заключается в резком подъёме производства в Италии, начавшемся в конце 1970-х годов. Растущее количество мощностей промышленности, особенно на севере, требовало срочного вливания рабочей силы. Иммигранты массово брались за тяжёлую «грязную» работу, требуя минимальных затрат со стороны нанимателя. Из экономической вытекает политическая причина — правительство, осознавая необходимость привлечения рабочей силы, не ужесточало миграционное законодательство вплоть до конца 1980-х годов и даже после этого, проводя так называемые «амнистии» в отношении уже въехавших в страну, пусть и нелегальных иммигрантов. Географическая причина — средиземноморское положение Апеннинского полуострова и относительная территориальная близость африканского побережья. В 2022 году более 105 000 иммигрантов приехали на территорию Италии морем.
Поток иммигрантов является довольно опасным с точки зрения пути из Африки в Италию. Ежегодно на этом пути гибнут люди. Состав потока иммигрантов составляют мужчины, подчас неграмотные, без какого-либо профессионального образования. Они фактически бегут вместе со своими семьями с родины, которая не способна дать им достойных условий для жизни.

### Балканы и Восточная Европа
Территориальная близость к Балканам определила направленность второго и главного, наиболее мощного потока иммигрантов в Италию. Тысячи албанцев, боснийцев, румын едут в Италию в поисках работы и места для жизни. Италия для жителей этих стран становится страной возможностей и подчас единственным способом заработка на жизнь.
Основной поток иммигрантов движется из Румынии. На 2007 год в Италии легально проживало в сумме около 342 тысяч граждан этой страны. Причины такого массового переселения следующие. Первая и наиболее весомая — экономическая. Относительно благополучная в плане заработков Румыния все же менее развита в экономическом плане, чем Италия. Любой румынский специалист стремится въехать в Италию по причине более высокой заработной платы. Существуют и другие причины: например, лингвистическая. Румынский и итальянский язык близки, что упрощает процесс ассимиляции. Вступление Румынии в ЕС создаст благоприятную почву для усиления миграционного потока в силу свободы передвижения внутри ЕС.
Румынский поток выделяется среди других потоков иммиграции. Это происходит не только благодаря его беспрецедентным объёмам. Состав этого иммиграционного потока составляют как специалисты, так и люди без образования. По сравнению с африканским этот поток можно назвать благополучным и даже полезным в смысле обеспечения итальянских предприятий квалифицированными специалистами. Однако, этот поток имеет двойственную природу. Он состоит и непосредственно румын и румынских цыган, причём цыгане составляют вполне весомый процент от общего количества иммигрантов. Цыганская иммиграция представляет поток людей без высшего образования, занимающих низшую ступень социальной лестницы. Значительную часть представляют дети, которые вырастая, остаются в Италии, при этом зачастую не получают образования, слабо (как в общем и все цыгане) социализированы. 
Непосредственно балканский поток содержит в себе три основных направления: иммиграция из Албании, Боснии и республик бывшей Югославии (кроме Боснии). Этот поток насчитывает по разным данным около 470 тысяч человек, из которых около 360 тысяч албанцев, около 60 тысяч боснийцев и около 50 тысяч остальных (граждан республик бывшей Югославии кроме Боснии).

#### Албания
Находясь в непосредственной близости от адриатического побережья южной Италии, Албания представляет собой идеальный «плацдарм» для переселения. Кроме того, больше вакансий, более высокие зарплаты с одной стороны и кризисные девяностые для албанской экономики с другой подталкивали людей к иммиграции в поисках лучшей в материальном отношении жизни.
Состав этого потока является на 27-30 процентов мусульманским, что добавляет сложности в итак слабо идущий процесс ассимиляции иммигрантов, приезжающих в Италию.
Граждане бывшей Югославии (среди которых 3 процента мусульман) едут в Италию по экономическим причинам, а также по причине войны в Югославии, этнических чисток и послевоенной разрухи.

### Арабские страны
Третьим из крупнейших миграционных потоков, направленных в Италию, является «арабский» поток. Географическое положение Апеннинского полуострова в самом «центре» Средиземноморья, в непосредственной близости от берегов Туниса, Ливии, Алжира и даже Марокко сделало Италию благоприятным объектом для иммиграции из этих и других арабских стран.
Основной поток направлен из Марокко. В данный момент на территории Италии легально проживает порядка 343 тысяч марокканцев. Практически все они являются трудовыми мигрантами при общем уровне безработицы в Марокко порядка 23 %. Подавляющее большинство представляет собой относительно дешёвую рабочую силу низкой квалификации. За марокканцами по количеству идут выходцы из Туниса (89 тыс.) и Египта (64 тыс.).

### Прочее
Менее значительную массу представляют иммигранты из Китая (145 тыс.), Филиппин (100 тыс.) и Индии (70 тыс.). Существует значительная украинская диаспора (около 120 тысяч человек).

## Род занятий иммигрантов
За каждой этнической группой обычно закрепляется свой род занятий. Например, в строительстве чаще всего бывают заняты иммигранты из стран Магриба и Восточной Европы. Ниша сельского хозяйства и сезонной работы занята выходцами из Латинской Америки, Индии и Шри Ланки. Продажа мелкого товара типична для граждан Марокко, Сенегала и Китая. В оказании бытовых услуг задействована часть населения таких стран, как: Филиппины, Албания, Польша и Украина. Китайские общины обычно заняты в кустарном (ремесленном) производстве.

## Текущее положение
На 2022 год 9 % населения Италии составляют законно проживающие на территории Италии иностранные граждане.
Незаконная миграция опасным способом ведёт к трагедиям и угрозе жизни мигрантов. 26 февраля 2023 года произошло крушение лодки с мигрантами, в результате которого погибло 70 человек.
Италия видит пути разрешения миграционного кризиса в развитии экономики стран мигрантов для предотвращения нелегального потока. Кроме того, происходит ужесточение миграционного законодательства в отношении незаконных мигрантов. За организацию незаконной перевозки мигрантов введено уголовное наказание в виде тюремного заключения сроком на 30 лет.
В 2023 году количество беженцев, прибывающих в Италию морем, увеличилось на 50 % по сравнению с 2022 годом. На втором месте по числу прибывающих беженцев стал Тунис, на третьем Кот-д’Ивуар.
На январь 2024 года на территории Албании создаются два миграционных центра для рассмотрения заявок на получение статуса беженца от мигрантов, спасаемых в море властями Италии. Центры будут способны рассматривать заявки 3 000 беженцев в месяц.